# 셰푸잔

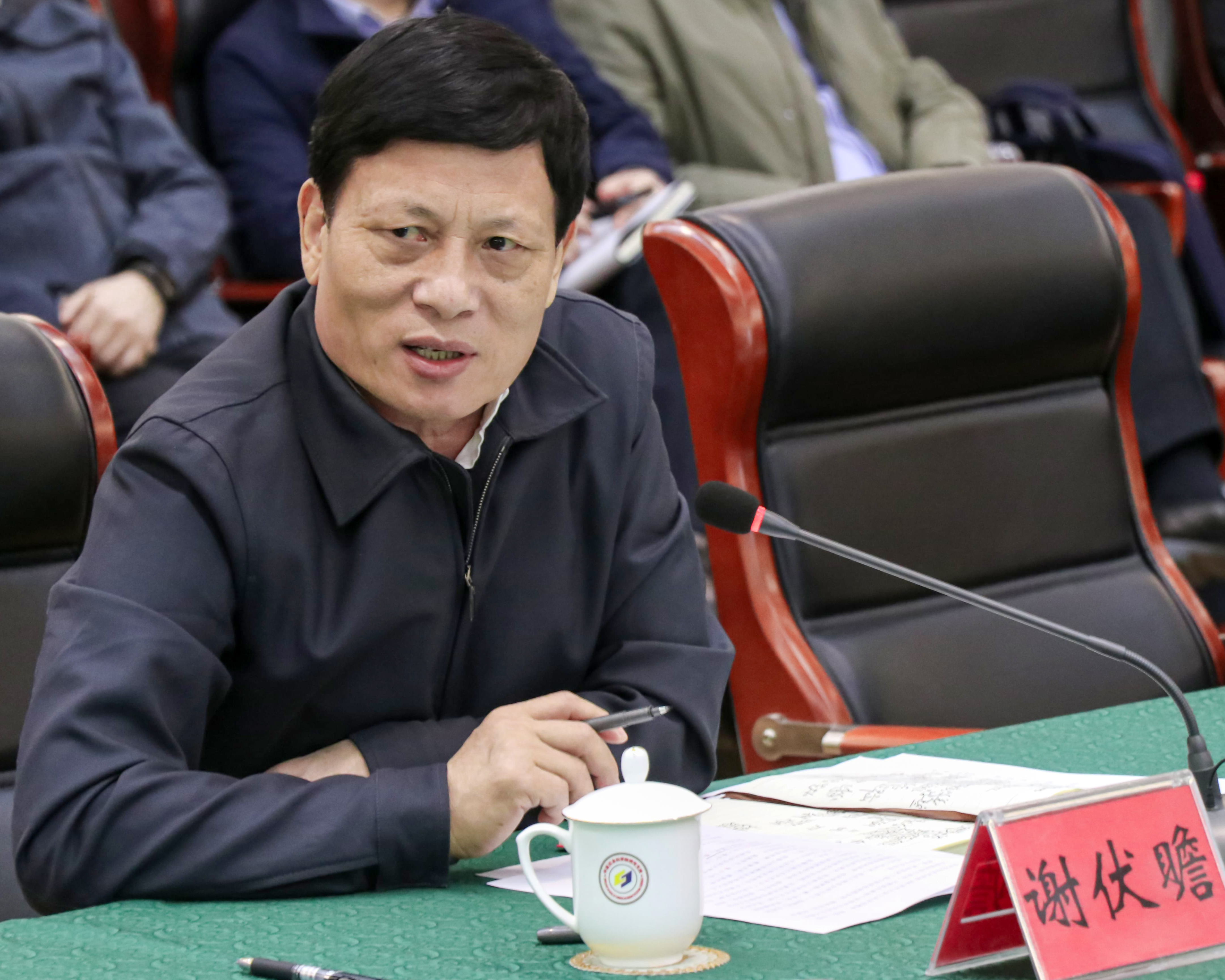

셰푸잔(중국어 간체자: 谢伏瞻, 1954년 8월 9일 ~ )은 중화인민공화국의 경제학자 겸 정치인이다. 현재 중국 사회과학원 원장 겸 허난성인민대표대회상무위원회 주임이다.

## 생애
후베이성 톈먼시 출신이다. 화중과기대학(원래 화중이공대학)을 졸업한 후 인민일보에서 일을 했다. 1983년 기계공업부 자동화연구소에 들어갔으며 1986년 공학석사 학위를 받고 중국 정부의 싱크탱크에 들어갔다. 국무원 개발연구센터에서 근무하며 1991년부터 1992년까지 방문 교수로 미국 프린스턴 대학교 경제학부에서 공부를 했다. 1993년 연구원으로 임명되었고 연구소 정보센터 부주임과 연구센터판공처 주임 겸 학술위원회 비서장 등을 역임했다. 1996년 연구원직을 마치고 1999년 연구센터 부주임으로 승진했고 공부를 더 하기 위해 2003년 하버드대학교에 유학을 갔다. 이후 케네디스쿨에서 행정학 고급과정을 밟았다. 국무원 발전연구센터에서 20년을 근무한 셰푸잔은 2006년 10월 국가통계국 국장에 임명되었고 같은 해 11월 중국인민은행 통화정책위원회 위원을 지냈다. 2008년 6월 중국정부의 또다른 싱크탱크인 국무원연구실 주임으로 일을 시작했다.
2013년 3월, 중국공산당 허난성 성위원회 부서기로 선출되었고 5월 허난성 제12차 전국인민대표대회 상무위원회 제2차 회의에서 제12기 인민대표대회 대표로 선출되었다. 2016년 중국공산당 허난성 성위원회 서기로 선출되었다. 제17기 기율검사위원회 위원과 제19기 중국공산당 중앙위원 등을 역임했다.